# Parkbos Millen
Parkbos Millen is een jong natuurgebied aan de noordelijke stadsrand van Sittard (gemeente Sittard-Geleen) in de Nederlandse provincie Limburg, gelegen aan de Duitse grens bij Millen.
Het gebied ligt vlak naast het landgoed Kasteel Millen, tussen de oevers van de Geleenbeek en de Roode Beek. Het werd in 1999 ontwikkeld door de bewoner van het kasteel om de hoge silo's op het naastgelegen Industriepark Noord zo veel mogelijk aan het zicht te onttrekken. Daartoe werd er aan de rand van het landgoed een aarden wal opgeworpen, waarbij door de afgraving van grond plassen in het gebied ontstonden. Tijdens de Nationale Boomfeestdag in 2000 werden er in een strook van circa 20 hectare tussen de twee beekoevers circa 7000 jonge bomen aangeplant. Vervolgens zijn er verschillende wandelpaden aangelegd. 
Het Parkbos is als natuurontwikkelingsgebied opgenomen in Landschapspark De Graven. Het sluit in het zuiden aan op het natuurgebied Schwienswei.